# دورتون
دورتون (به انگلیسی: Dorton) یک روستا و محله مدنی در بریتانیا است که در الزبری ول واقع شده‌است. دورتون ۱۶۶ نفر جمعیت دارد.